# Felipe Pedrell
Felipe Pedrell, (en catalan : Felip Pedrell i Sabaté) né le 19 février 1841 à Tortosa et mort le 19 août 1922 à Barcelone, est un musicien, compositeur et musicologue espagnol d'origine catalane.

## Biographie

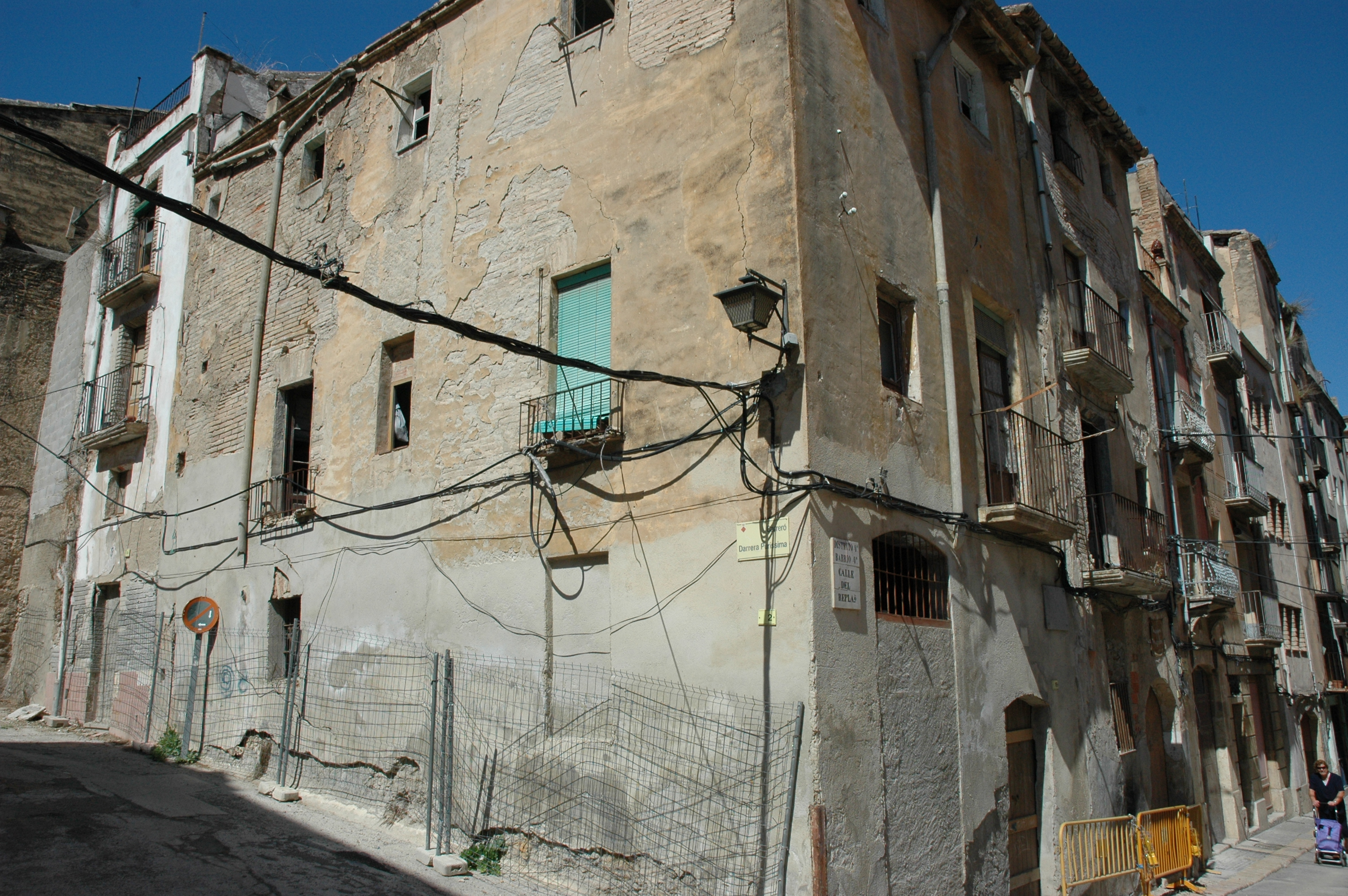
Maison natale du compositeur rue del Replà, num. 16, telle qu'elle était en août 2010, quelques mois avant d'être détruite

Fils de Felip Pedrell i Casado et de Maria Sabaté Colomé, il est né au numéro 16 de la rue del Replà, à Tortosa, comme l'indiquait une plaque avant la destruction du 18 mars 2011. Durant son enfance, il faisait partie de l'« escolania » (chœur d'enfants) de la cathédrale de Tortosa, où il a été l'élève du maître de chapelle Joan Nin i Serra, qu'il tenait en grande estime et qu'il a déclaré comme son "unique maître". Il est resté là sept ans, jusqu'à ce que sa voix change. Au sortir de la cathédrale il vit chez ses parents. À l'exception de ce court apprentissage dans sa cité natale, Pedrell est resté toute sa vie un autodidacte. À l'école de la cathédrale, il a fait connaissance de l'antique polyphonie espagnole et italienne du XVIe siècle, dont l'austérité et la structure singulière vont influencer dans une grande mesure son art postérieur. On ne doit pas s'étonner que les premières compositions religieuses que Pedrell va composer, soient toutes dans ce style, avec un abondant accompagnement orchestral. Plusieurs de ces premières compositions incluent la harpe, ou plus souvent des harpes. À 15 ans, il a déjà composé un Stabat Mater à trois voix.
Il se marie le 29 septembre 1867 avec Carme Domingo Estrany, qui décède l'année suivante quelques semaines après la naissance de leur fille Carme. Felipe Pedrell est l'oncle du compositeur uruguayen établi en Argentine, Carlos Pedrell (1878 - 1941).

### Barcelone

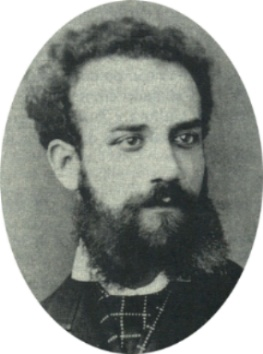
Felip Pedrell dans les années 1870

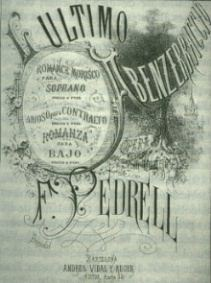
Affiche de L'ultimo Abenzerraggio

En 1873, à l'âge 32 ans, il décide de vivre à Barcelone comme second directeur d'orchestre du Teatre Circ Barcelonès, le troisième théâtre en importance de la cité, après le Principal et le Liceu, par ses dimensions et la qualité des spectacles. C'était une compagnie de zarzuelas, genre dans lequel il s'est fait remarquer à côté de ses autres productions des années soixante dix comme Quasimodo (1875) ou Cléopâtre (1878), entre beaucoup d'autres projets de musique pour la scène. Le 14 avril 1874 il monte au Liceu avec un certain succès son premier opéra en italien L'ultimo Abenzerraggio, basé sur un texte de Chateaubriand composé en 1867 et dont il fera diverses versions jusqu'à la version définitive en 1889.
De la même époque datent une série d'articles dans la revue España musical ainsi que des opuscules Apuntes y observaciones sobre estética musical, Gramática musical et la petite encyclopédie Los problemas del pianista.

### Rome et Paris
Après le succès de son second opéra également au Liceu, Quasimodo, dont l'argument est tiré du célèbre roman de Victor Hugo, Notre Dame de Paris, il écrit diverses compositions de musique sacrée et en 1876 il va à Rome grâce à une bourse des députations de Tarragone et Gérone. En 1877, il s'installe durant deux ans à Paris, où il écrit la symphonie El cant de les muntanyes, un Quatuor à cordes et le poème lyrique Il Tasso. Son opéra Cléopâtre est récompensé à Francfort.
Les trois années passées hors d'Espagne vont renforcer sa vocation pour la composition et la recherche musicologique. Au cours de ce voyage il a pu fréquenter les bibliothèques et étudier particulièrement l'histoire musicale du XVIe siècle, esthétique et folklore. Partisan d'une étude méthodique, des monographies et de l'édition des sources, ses critères historiographiques supposent un grand progrès par rapport aux histoires générales déjà existantes.
Avec ce voyage se ferme une étape dans la vie de Pedrell. Dans les années suivantes et dans tout son travail de composition, qui va être très intense, il oublie complètement la musique religieuse : toutes ses compositions vont être profanes, à l'exception de l'oratorio La Samaritana. L'opéra reste le but central de ces efforts, mais un opéra − et dans une certaine mesure les Lieder − répondant à des orientations clairement nationalistes, ce que l'on retrouve dans son opéra Cléopâtre, bien que le thème soit très loin d'être national.

### Barcelone

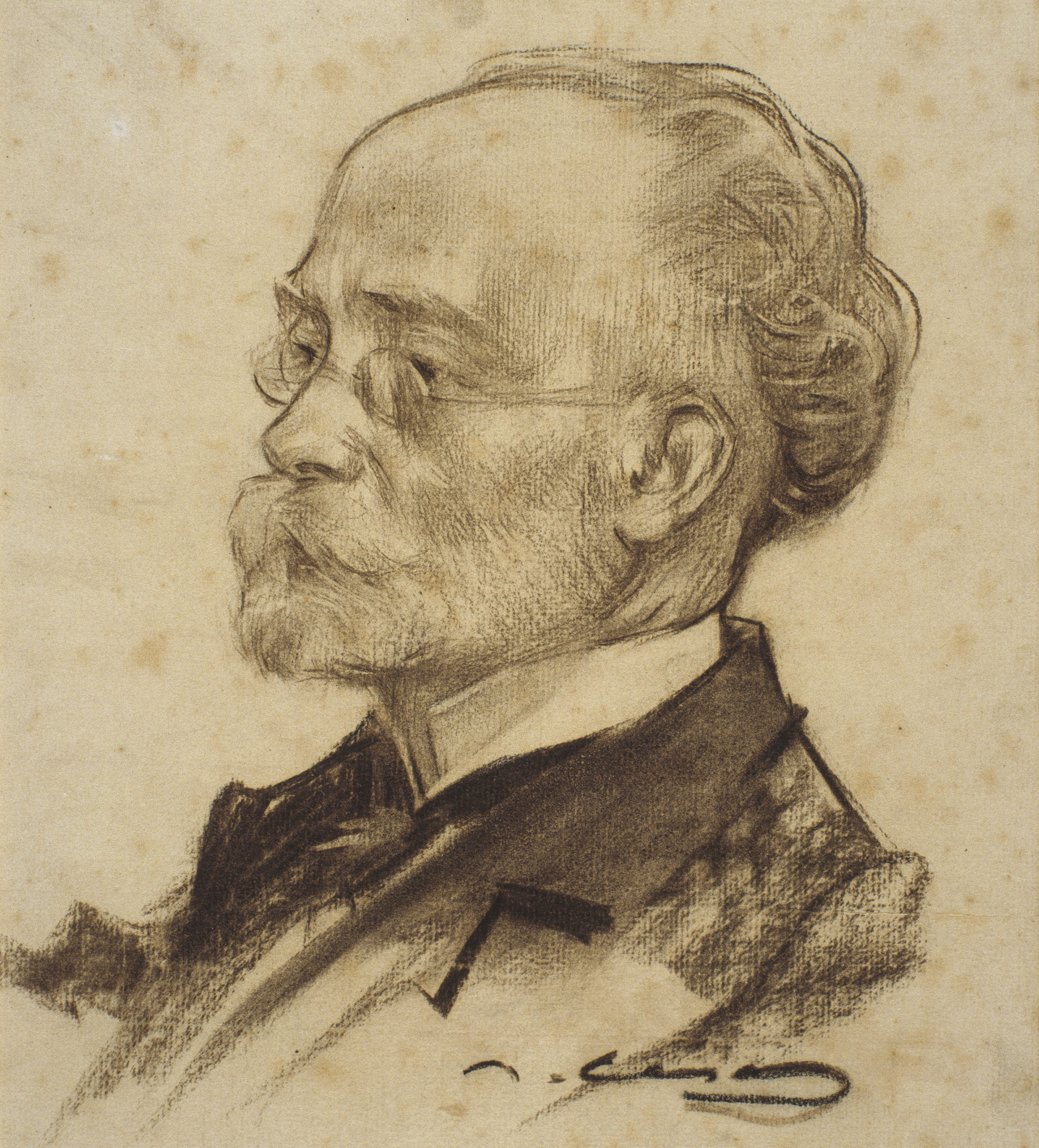
Felip Pedrell vu par Ramon Casas (MNAC).

En 1881, après un bref séjour à Madrid, il s'établit à Barcelone et, tout en continuant à composer des opéras, il se consacre de manière préférentielle à des tâches d'écrivain et de chercheur. À partir de 1882, il entreprend avec une ardeur infatigable diverses publications, qui demeurent incomplètes ou échouent faute d'un milieu pour les recevoir.
Il devient maître de chapelle de l'église de Santa Anna de Barcelone (1883). À Barcelone même, il fonde les revues, à la vie éphémère, Salterio Sacro-hispano (1882-1883) et Notas musicales y literarias (1883), où il défend la musique sacrée, un de ses thèmes de recherche par excellence à côté du chant populaire. En 1888, il fonde La Ilustración Musical Hispano-Americana et publie Los músicos españoles en sus libros.
À Barcelone, entre le 7 août 1890 et le 6 juin 1891, il va composer un des chefs-d'œuvre de sa production, l'opéra Els Pirineus, sur un texte de Víctor Balaguer et conçu comme une trilogie wagnérienne. Le Pròleg est créé au Liceo Benedetto Marcello de Venise en 1897, et la version complète le 4 janvier 1902 au Grand théâtre du Liceu. Tout de suite après, il publie l'opuscule Por nuestra música, une espèce de traité dans lequel il veut exprimer ses idéaux esthétiques et où se reflète la préoccupation de Pedrell sur le thème de l'opéra national.

### Madrid
En 1894, il va à Madrid avec l'espoir de pouvoir y créer Els Pirineus qui avait déjà reçu un prix au Teatro Real. Il va y rester pendant deux ans et y créer l'opéra La Celestina la même année où Els Pirineus était créé au Liceu. Felipe Pedrell est nommé professeur d'ensemble vocal au Conservatoire de Madrid et il a eu comme élève Julio Gómez García (es) et Pedro Blanco López en musicographie. Il est reçu à l'Académie royale des beaux-arts. Il commence à publier le Diccionario biográfico y bibliográfico de músicos y escritores de música españoles, portugueses e hispano-americanos, antiguos y modernos et la Hispaniae Schola Musica Sacra. Il commence à publier les œuvres complètes de Victoria. En 1898 est publié en Allemagne son Folklore musical castillan du XVIe siècle.

### Barcelone

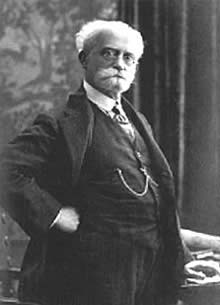
Felip Pedrell vers 1920.

Il revient définitivement à Barcelone en 1904, fatigué de l'indifférence affichée par les milieux madrilènes à l'égard de son œuvre. Il crée le troisième opéra du cycle El comte Arnau. Ses travaux vont créer de forts liens avec l'Institut d'Estudis Catalans et l'Orféo Català.
La création du Département de musique de la Biblioteca de Catalunya est due à la proposition de Felip Pedrell. En décembre 1917, Pedrell fait donation à l'Institut d'Estudis Catalans de ses riches archives musicales, composées de ses propres œuvres et de celles d'autres compositeurs, tant manuscrites qu'imprimées, ainsi que toute sa correspondance personnelle et professionnelle, et sa bibliothèque. Cette donation a été faite sous la condition que soit créé le département de musicologie. Ses fonds se sont ajoutés à la collection réunie par Joan Carreras i Dagàs (ca). Pedrell lui-même en a fait le catalogue qui sera publié en 1909 en deux volumes.
Ses cycles d'articles sur Músics vells de la terra publiés par la Revista Musical Catalana (ca) de 1904 à 1910 ont été célèbres, ainsi que le cycle de conférences sur les formes musicales que Pedrell a donné à l'Acadèmia Granados (ca) entre 1905 et 1906.

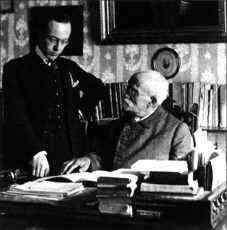
Felip Pedrell avec Roberto Gerhard, ca. 1918.

Il publie en 1905 El organista litúrgico español et en 1908, l’Antologia de organistas clásicos españoles.
En 1910, il se rend à Buenos Aires pour assister à la création de Els Pirineus en version espagnole. En 1913, il achève la publication des œuvres de Victoria, commencée en 1898, publication confiée à une maison d'édition de Leipzig.
En 1918, son dernier élève, Roberto Gerhard, est présenté par Pedrell comme compositeur à l'Associació d'Amics de la Música. Pedrell va dire que Gerhard avait été son meilleur élève et son alter ego.
Felip Pedrell publie son autobiographie en deux parties: Jornadas de arte (Paris, P. Ollendorf, 1991), qui couvre les années 1841-1891, et Jornadas postreras (Valls, Castells, 1922), sur les années 1903-1912.
Ses dernières années de vie voient s'éteindre la flamme de son élan créateur, en même temps que son caractère intolérant et un peu âpre détériore les relations du maître avec son entourage. La mort de sa fille  unique a sans doute contribué à assombrir son moral déjà diminué.

## Œuvres
Il est l'auteur d'une œuvre variée comprenant plus de 300 morceaux, s'étant intéressé aussi bien à la musique liturgique (Messes pour trois voix et orgue) que profane (huit opéras, dont plusieurs en langue catalane). Il est également connu pour ses ouvrages de théorie musicale, notamment son Dictionnaire technique de la musique (Diccionario técnico de la música, 1894). Il a notablement contribué au regain d'intérêt pour la musique de la Renaissance espagnole, en particulier l'œuvre de Tomás Luis de Victoria.

### Opéras
- L'último abenzeraggio (1874)
- Quasimodo (1875)
- Cléopâtre (1878, non créé)
- El Tasso (1881, quadre líric en un acte)
- Eda (1887, projet inachevé)
- Mara (1889, projet inachevé)
- Els Pirineus (basé sur la trilogie Els Pirineus, de Víctor Balaguer, 1893; créé au Liceu en 1902) (Partition avec les traductions en italien et en français)
- La Celestina (1902) (Partition)
- El comte Arnau (1904), sur un texte de Joan Maragall (Partition)
- La matinada (1905-06), avec un livret de Lluís Graner et Adrià Gual

### Zarzuelas avec des paroles en catalan
- La guardiola (1873)

### Poèmes symphoniques
- La veu de les muntanyes (1877)
- I trionfi (1880)
- Excelsior (1880)

### Œuvres religieuses
- Alleluia (1865), pour solistes, chœur et orgue
- Messe à deux voix et orgue (1857)
- Quatre messes à trois voix et orgue (1861, 1865, 1866)
- Deux messes à quatre voix et orgue (1869)

### Musique de chambre
- Nocturn-Trio (1873)
- Quatuor à cordes (1879)
- Gaillarde, pour quatuor à cordes (1879).

### Écrits
De son travail musicologique, on peut citer :
- Gramática musical o manual expositivo de la teoria del solfeo, en forma de dialogo (Barcelone, 1872)
- Las sonatas de Beethoven (Barcelone, 1873)
- Los músicos españoles en sus libros (Barcelone, 1888)
- Por nuestra música (Barcelone, 1891), un authentique manifeste du nationalisme musical
- Diccionario técnico de la música (Barcelone, 1894)
- Diccionario biográfico y bibliográfico de músicos y escritores de musicas españoles, portugueses y hispa (1894-97)
- Emporio científico e histórico de organografía musical española antigua (1901)
- El Catàleg de la Biblioteca de la Diputació de Barcelona (1907-08)
- La festa d'Elche ou le drame liturgique espagnol (1901) première analyse scientifique sur la fête d'Elche
- Músics vells de la terra, une série d'articles sur des musiciens catalans des XVIe – XVIIIe siècles, publiés dans la Revista Musical Catalana (1904-10)

### Livres publiés comme éditeur
Comme éditeur de musique ancienne savante ou populaire, on peut citer les publications suivantes :
- Salterio sacro-hispano (1892-1905)
- Hispaniae Schola Musica Sacra (1894-96)
- El teatro lírico español anterior al siglo XIX (1897-98)
- El tractat d'harmonia, d'Ernst Friedrich Richter la publication la plus connue, qui a été traduite en castillan (2e edition, 1901)
- El organista litúrgico español (1905)
- Antología de organistas clásicos españoles (1908)
- Cancionero musical popular español (1919-22)
- Il a publié des œuvres complètes de Tomás Luis de Victoria (1902-12) et, en collaboration avec Higinio Anglés, les madrigaux et la messe de requiem de Joan Brudieu (publiée en 1927)
- Recueils d'articles et travaux divers: Jornadas de Arte (1841-1891) (1894), Jornadas postreras (1922), Musicalerías (1906), etc.
- Il a publié des œuvres de Carlos Patiño comme Tonos humanos y cuatros dans les volumes III et IV du Teatro Lirico Español